# آکین آکینوزو
سوریا آکین آکینوزو (نام کامل: Süreyya Akın Akınözü، زاده ۲۲ سپتامبر ۱۹۹۰) بازیگر اهل ترکیه است که با بازی در مجموعهٔ تلویزیونی هرجایی به شهرت رسیده است.

## دوران بازیگری
نخستین حضور او به عنوان بازیگر در فیلم سینمایی آزریل و در نقش پشتیبان با نام غفور بود. این فیلم در سال ۲۰۱۴ اکران شد.
نخستین مجموعهٔ تلویزیونی تلویزیونی که او در آن نقش‌آفرینی کرد مجموعهٔ تلویزیونی ماه‌پیکر (Muhteşem Yüzyıl: Kösem) در سال ۲۰۱۵ بود که در نقش مکمل ایوان علی بازی کرد. این مجموعهٔ تلویزیونی در حقیقت ادامه مجموعهٔ تلویزیونی حریم سلطان است و بازیگران بسیار معروفی نظیر نورگل یشیلچای، برن سات، کادیر دوغلو، اکین کوچ و بسیاری دیگر در آن حضور داشتند.
او در سال ۲۰۱۶ در نقش یونس چاغلایان در مجموعه دوستان خوب (Arkadaşlar İyidir) در کنار بازیگرانی مانند آصلی ملیسا اوزون، ادریس نبی تاشکان و سو کوتلو نقش‌آفرینی کرد.
او در سال ۲۰۱۷ در نخستین بازیگری به‌عنوان نقش اصلی با نام مراد اصلان در مجموعهٔ تلویزیونی خانواده اصلان (Aslan Ailem) حضور پیدا کرد. پخش این مجموعه تا سال ۲۰۱۸ ادامه داشت و وی با بورجو اوزبرک همبازی بود. این مجموعهٔ تلویزیونی یکی از مجموعهٔ تلویزیونی‌های شناخته‌شده این بازیگر محسوب می‌شود.
بازی در مجموعه پایتخت: عبدالحمید (Payitaht: Abdülhamid) در نقش عمر از فعالیت های بازیگری او در سال ۲۰۱۷ محسوب می‌شود. این مجموعهٔ تلویزیونی که با نام “آخرین امپراطور” نیز شناخته می‌شود یک مجموعهٔ تلویزیونی تاریخی است که وقایع دوره ۳۴امین سلطان عثمانی به نام عبدالحمید دوم را به تصویر می‌کشد و این بازیگر نقش یک جوان شجاع و خوش‌چهره از عوام مردم را بازی می‌کند که جان سلطان را در حین تلاش برای خودکشی نجات داد و تبدیل به یکی از افراد محبوب سلطان شد. پخش این مجموعه تاریخی تا سال ۲۰۱۸ ادامه داشت.
در نهایت وی در سال ۲۰۱۹ در معروف‌ترین مجموعهٔ تلویزیونی خود به‌نام هرجایی (Hercai) در نقش میران اصلان‌بی حضور پیدا کرد که نه تنها برای او جوایز متعددی را به همراه داشت، بلکه به شهرت وی بسیار کمک کرد.
مجموعهٔ تلویزیونی پرمخاطب آواره که با نام بی‌وفا نیز شناخته می‌شود از جمله مجموعه‌های پرمخاطبی است که پیج رسمی آن در یوتیوب تنها در عرض پنج هفته با رسیدن به یک میلیون دنبال‌کننده، رکوردشکنی کرد.
بازی آکینوزو جایزه بهترین بازیگر مرد در مجموعهٔ تلویزیونی‌های دراماتیک را در مراسم اهدای جوایز انجمن روزنامه‌نگاران مجله و همچنین بهترین زوج تلویزیونی را در مراسم (Ayaklı Gazete Ödülleri journalists 2020) را برای او و همبازی‌اش ابرو شاهین به دنبال داشت. وی در سال ۲۰۲۰ نیز در مراسم اهدای جوایز پروانه طلایی نامزد دریافت جایزه بهترین بازیگر مرد شده است. وی همچنین برنده جایزه بهترین بازیگر نقش اول مرد در سال ۲۰۱۹ از نگاه تلویزیون اسپانیا (Spanish television station Nova Atresmedia's Premio Nova) شد.

## زندگی شخصی
سوریا آکین آکینوزو در یک رابطه بلند مدت با سندرا پستمالسیان است که در سال ۲۰۱۳ در آمریکا با او آشنا شده بود. او به زبان‌های ترکی استانبولی و انگلیسی مسلط است.

## فیلم‌شناسی
| مجموعه تلویزیونی | مجموعه تلویزیونی  | مجموعه تلویزیونی | مجموعه تلویزیونی |
| سال              | عنوان فیلم        | نقش              | یادداشت          |
| ---------------- | ----------------- | ---------------- | ---------------- |
| ۲۰۱۵             | ماه‌پیکر           | ایوان علی        | نقش مکمل         |
| ۲۰۱۶             | دوستان خوب        | یونس چاغلایان    | نقش مکمل         |
| ۲۰۱۷–۲۰۱۸        | خانواده اصلان     | مراد اصلان       | نقش اصلی         |
| ۲۰۱۷–۲۰۱۸        | پایتخت: عبدالحمید | عمر              | نقش مکمل         |
| ۲۰۱۹–۲۰۲۱        | تردید             | میران اصلان‌بی    | نقش اصلی         |
| ۲۰۲۱–            | بازی سرنوشت من    | جمال             | نقش اصلی         |

| فیلم سینمایی | فیلم سینمایی | فیلم سینمایی | فیلم سینمایی |
| سال          | نام فیلم     | نقش          | یادداشت      |
| ------------ | ------------ | ------------ | ------------ |
| ۲۰۱۴         | آزریل        | غفور         | نقش مکمل     |

## جوایز و افتخارات فردی
| سال  | جایزه                            | گروه                                | فیلم برگزیده | نتیجه    |
| ---- | -------------------------------- | ----------------------------------- | ------------ | -------- |
| ۲۰۱۹ | Premios Nova Mas and Mister Nova | بهترین بازیگر مجموعهٔ تلویزیونی درام | هرجایی       | برنده    |
| ۲۰۱۹ | Golden Objective Awards          | بهترین بازیگر مجموعهٔ تلویزیونی درام | هرجایی       | برنده    |
| ۲۰۲۰ | جوایز پروانه طلایی               | بهترین بازیگر مجموعهٔ تلویزیونی درام | هرجایی       | نامزدشده |
| ۲۰۲۰ | جوایز پروانه طلایی               | بهترین زوج (همراه با ابرو شاهین)    | هرجایی       | نامزدشده |